# Lech (öl)

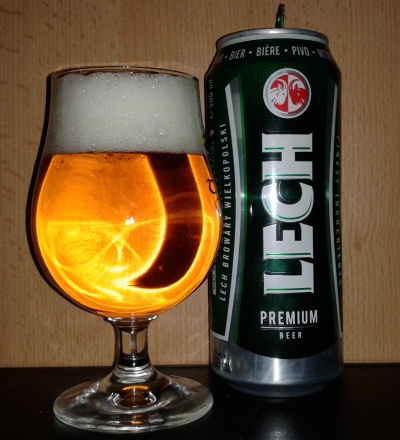
Lech öl

Lech är ett polskt öl som bryggs i Poznań av Kompania Piwowarska som ägs av SABMiller. Bryggeriet i Poznań är öppet för turister.